# Robert Scheerer
Robert Joseph Scheerer (Santa Bárbara, California; 28 de diciembre de 1928-Valley Village, Los Ángeles, California; 3 de marzo de 2018) fue un actor de cine y televisión estadounidense.

## Biografía
Sus trabajos más notable incluyen Star Trek: la nueva generación, Star Trek: espacio profundo nueve y Star Trek: Voyager. Ha recibido tres Premios Emmy por dirigir Fame. También ha aparecido como bailarín en Mister Big en 1943.